# (7096) Napier
(7096) Napier ist ein marsbahnkreuzender Asteroid des Hauptgürtels. Er wurde am 3. November 1992 vom britisch-australischen Astronomen Robert McNaught am Siding-Spring-Observatorium (Sternwarten-Code 413) in Australien entdeckt.
Der Asteroid ist nach dem schottischen Astronomen und Asteroidenforscher und Autor Bill Napier (* 1940) benannt, der sich mit den physikalischen und chemischen Eigenschaften von Interstellaren Staub sowie den Auswirkungen von Meteoriteneinschlägen auf die Erde beschäftigt.